# Alicja Pęczak
Alicja Iwona Pęczak, po mężu Graczyk (ur. 13 stycznia 1970 w Bydgoszczy) – polska pływaczka pływająca we wszystkich stylach, teoretyczka sportu.
Alicja Pęczak jest posiadaczką ponad 300 medali z imprez krajowych i zagranicznych, jest 82-krotną mistrzynią Polski seniorek, 14 razy zdobywała medale mistrzostw Europy. Jest także olimpijką z Barcelony, Atlanty i Sydney.
W 1993 została ukarana dwumiesięczną dyskwalifikacją za stosowanie niedozwolonego środka dopingującego. Następnie Zarząd PZP przedłużył karę do dwóch lat. Ostatecznie dyskwalifikację zawieszono po 18 miesiącach.
W 2001 założyła Szkołę Pływania Alicji Pęczak AP Swim. Organizuje również coroczne charytatywne zawody sportowe dla dzieci Gdynia Swim Ewent. Pieniądze zebrane za udział w zawodach przekazywane są na rzecz niepełnosprawnej dziewczynki.
W 1993 ukończyła studia magisterskie na Akademii Wychowania Fizycznego i Sportu w Gdańsku. W 2007 tamże doktoryzowała się w dziedzinie nauk o kulturze fizycznej, specjalność teoria sportu, obroniwszy napisaną pod kierunkiem Janusza Czerwińskiego rozprawę Efektywność stosowanych środków treningowych w przygotowaniu do zawodów w pływaniu na poziomie mistrzowskim. Wykłada na AWFiS w Gdańsku.

## Wybrane osiągnięcia
- MŚ na basenie 25 m w Göteborgu w 1997 roku – srebro 100 m stylem klasycznym
- MŚ na basenie 25 m w Göteborgu w 1997 roku – brąz na 200 m stylem klasycznym
- MŚ na basenie 25 m w Atenach w 2000 roku – srebro na 100 i 200 m stylem klasycznym
- MŚ na basenie 25 m w Rio de Janeiro w 1995 roku – brąz na 200 m stylem klasycznym